# 鬼警部アイアンサイド
『鬼警部アイアンサイド』（おにけいぶアイアンサイド、原題: Ironside）は、アメリカNBCネットワークで放送された刑事ドラマ。

## アメリカでの放送
1967年から1975年まで、8シーズンにわたって放送された。

## 日本での放送
TBS系列で、4シリーズに渡って放送された。
第1シリーズ
- 1969年4月1日 - 1970年9月22日

第2シリーズ
- 1971年6月15日 - 1972年5月30日

第3シリーズ
- 1973年7月31日 - 1974年8月6日

第4シリーズ
- 1975年1月28日 - 9月23日

放送時間は第2シリーズまでは火曜22:00 - 22:56（JST）、第3シリーズ以降は火曜22:00 - 22:55（JST）。

## 内容
サンフランシスコ市警察の刑事部長、ロバート・アイアンサイドは、犯罪者の凶弾によって下半身不随となる。しかし、ランドール署長の厚意で嘱託警部の地位と、エド・ブラウン巡査部長、黒人の助手兼ボディガードのマーク・サンガー、婦人警官イブ・ホイットフィールドの3人の部下を与えられ、車椅子に乗りながら犯罪に挑む。
日本語版オープニングでは、独自に若山弦蔵による以下のナレーションが追加されている。
〈サンフランシスコ市警察の刑事部長であった私アイアンサイドは、犯罪に限りない憎しみを抱いていた。
私を恨む犯罪者の1人は、卑怯にも私を撃った。
一発の銃弾は、私を下半身不随の人間にしてしまった。
署長の好意から嘱託警部という特別の待遇と、自分の足となってくれる3人の部下を与えられた私は、再び憎むべき犯罪に挑むこととなった。
私アイアンサイドは、世に存在する悪を許すことは出来ないのだ。〉
第1シリーズ第7話には『燃えよドラゴン』でブレイクする以前のブルース・リーがゲスト出演している。

## キャスト
| 役名                        | 俳優                   | 日本語吹替 | 備考                        |
| --------------------------- | ---------------------- | ---------- | --------------------------- |
| ロバート･アイアンサイド警部 | レイモンド・バー       | 若山弦蔵   |                             |
| エド・ブラウン巡査部長      | ドン・ギャロウェイ     | 仲村秀生   |                             |
| マーク・サンガー            | ドン・ミッチェル       | 中田浩二   |                             |
| イブ・ホイットフィールド    | バーバラ・アンダーソン | 山東昭子   | 第5シーズンまで             |
| フラン・ベルディング        | エリザベス・バウアー   | 鈴木弘子   | 第6シーズン以降、イブの後任 |
| デニス・ランドール署長      | ジーン・リオンズ       | 吉沢久嘉   |                             |

## スタッフ
- 企画 ： コリアー・ヤング
- 制作総指揮 ： ジョエル・ロゴシン、サイ・チャーマク
- 制作 ： ノーマン・ジョレイ、フランク・プライス、ダグラス・ベントン
- テーマ音楽作曲 ： クインシー・ジョーンズ

## 音楽
クインシー・ジョーンズが作曲したテーマ曲"Ironside"は、日本テレビの『テレビ三面記事 ウィークエンダー』や読売テレビの『ダウンタウンDX』で使われるなど、日本でもお馴染みの曲となっている。近年ではクエンティン・タランティーノ監督の映画『キル・ビル』でも使用されている。

## DVD
- 日本では2011年3月18日に第1・2シーズンのDVD-BOXがポニーキャニオンから発売された。

## 関連作品

### 続編
- 『帰ってきた鬼警部アイアンサイド』（1993年） テレビ・スペシャル版

### スピンオフ
- Amy Prentiss（1974年） - 第7シーズンの前後編「Amy Prentiss: aka The Chief」に登場した女性刑事部長を主人公にしたTVシリーズ。ジェシカ・ウォルター主演。「NBCサンデー・ミステリー・ムービー」枠で放映されたが3回で打ち切りとなった。

### 書籍
- 『鬼警部アイアンサイド』Ironside ： ジム・トンプスン著、尾之上浩司 訳 ハヤカワポケットミステリ1770（早川書房）ISBN 4-15-001770-0
- 『鬼警部アイアンサイド』シリーズ（グロービジョン出版）
  - 『1 / 交錯の銃弾』The Taker ： I・G・ネイマン＆W・ミラー著、梶龍雄 訳 （'67）[2]
  - 『2 / 霧に消えた歌声』The Man Who Believed ： S・キャンデル著、瀬尾一枝 訳 （'75）
  - 『3 / 影がささやくとき』Check, Mate: and Murder ： S・スターン著、加納一朗 訳 （'75）
  - 『4 / 殺人予告フィルム』Camera...Action...Murder! ： M・バトラー＆C・トランボ著、梶龍雄 訳 （'75）
  - 『5 / 血の罠』License to Kill ： D・ラムレイ著、加納一朗 訳 （'75）